# Alfa DNA

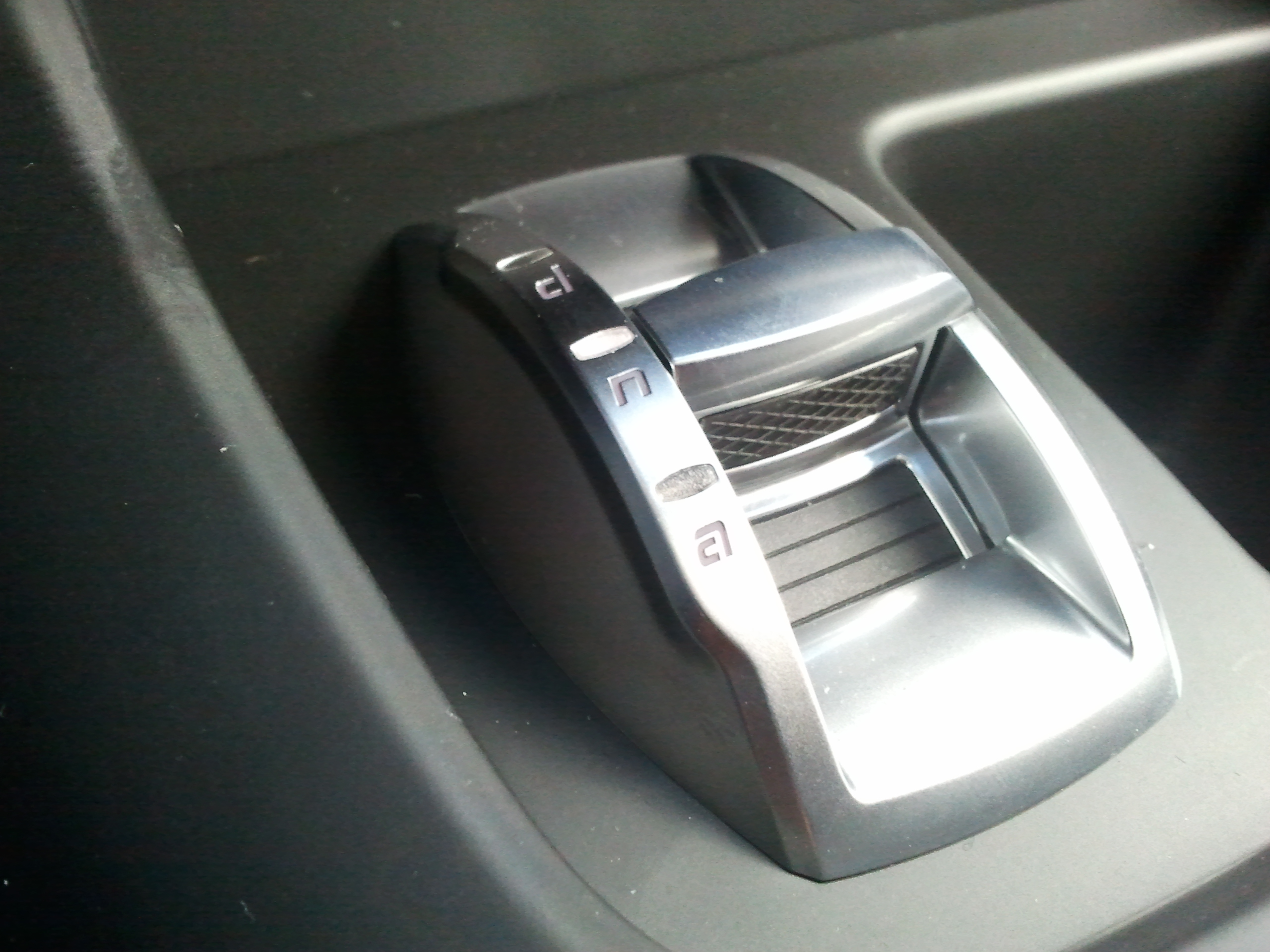
Manettino del sistema Alfa DNA en un Alfa Romeo Giulietta

El sistema Alfa DNA, del inglés Dynamic, Normal and All-Weather/  Advance Efficiency o Dinámico, Normal y Baja adherencia/ Conducción Ecológica en el Giulia y Stelvio, es un sistema incorporado en algunos modelos de automóviles Alfa Romeo, que permite al conductor personalizar el coche de acuerdo a las condiciones que existan en la carretera, así como cambiar la configuración y el comportamiento tanto del motor, la dirección, los frenos, la caja de cambios, el sistema de control de estabilidad, los reglajes de la suspensión y el panel de instrumentos. El primer coche dotado de este sistema fue el MiTo en 2008.

## Lógicas de funcionamiento
En función al modelo y versión, al seleccionar uno de los modos de funcionamiento el sistema Alfa DNA varían la respuesta de los siguientes elementos:

### Dynamic

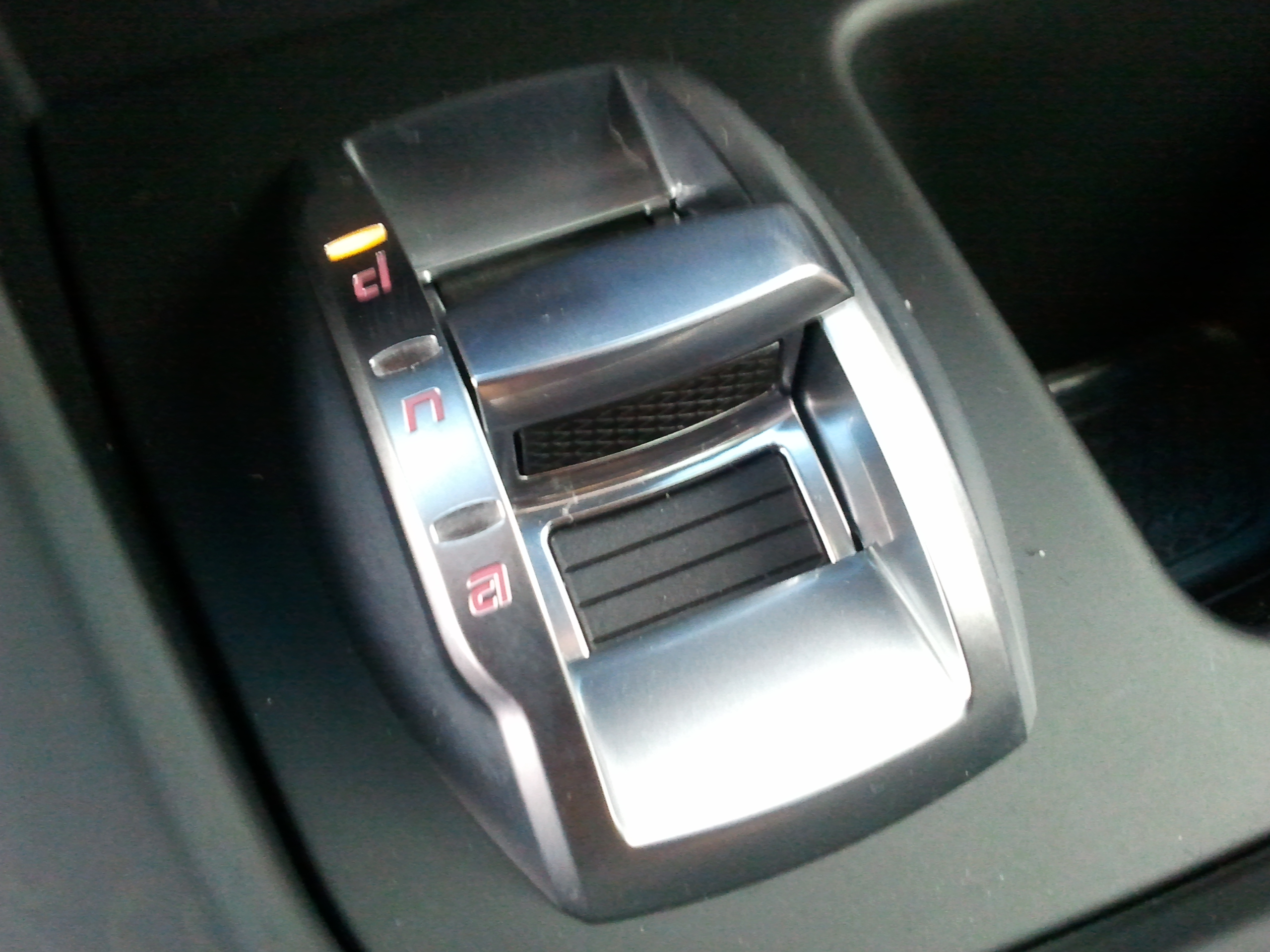
Manettino en la posición del modo

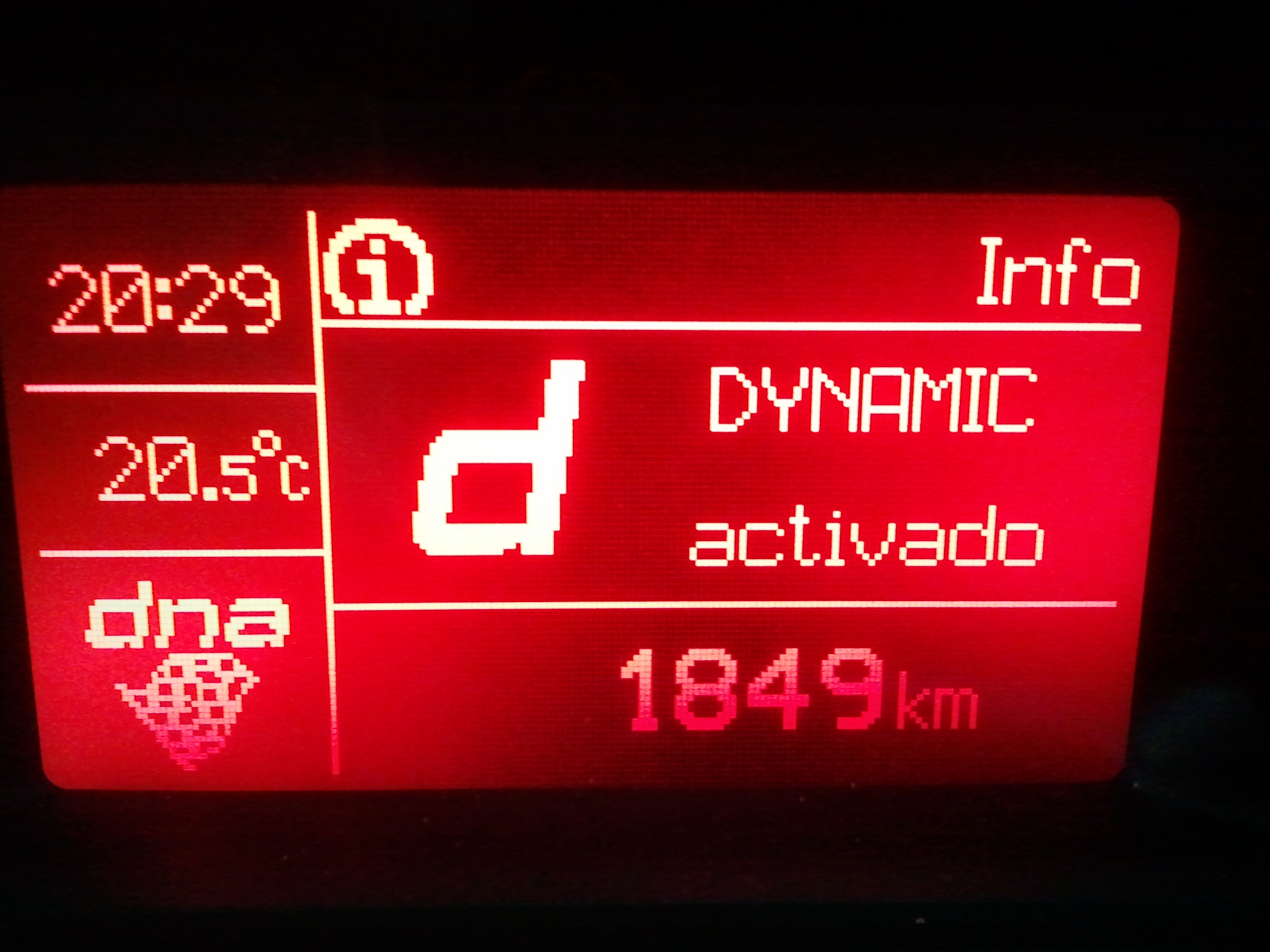
Pantalla del cuadro de mandos

- Pantalla del cuadro de instrumentos: Se visualiza un mensaje y un símbolo correspondiente a la activación de la modalidad de conducción “Dynamic”.

- Asistencias electrónicas: Control de estabilidad y de deslizamiento menos intrusivos. Activación del diferencial Electronic Q2.

- Dirección asistida: Comportamiento deportivo. Mayor dureza para actuar sobre la dirección. En situaciones de emergencia la dirección aplica par de giro en el sentido correcto para una maniobra segura.

- Sistema de frenos: Control estándar en la frenada, combinado con el sistema antibloqueo de ruedas (ABS) y más control sobre la aceleración lateral. Reconociendo la velocidad a la que se suelta el acelerador se detecta una posible situación de peligro y se activa el sistema "Prefill", aumentando unos bares la presión del sistema de frenado y acercando las pastillas a los frenos disco de antes de que el conductor llegue a pisar el pedal de freno, reduciendo así el espacio de frenado del vehículo.

- Motor: Respuesta del motor más rápida y enérgica. Mayor par motor, aceleración y respuesta más sensible al acelerador. Activación de la función "Overboost".

- Caja de cambios: La caja DDCT adopta los parámetros para unas mejores prestaciones y mayor rapidez en las reacciones del vehículo. En modo automático, esto se consigue efectuando cambios de relación a regímenes más altos. Además, al soltar el acelerador se rebaja la relación para un mayor freno de motor. En modalidad secuencial el cambio de relación es más rápido y se prima la entrega de par.

- Suspensión adaptativa: Modifica la respuesta de los amortiguadores electrónicos para obtener mayor agilidad.

- Radionavegador: Con sistema CONNECT se muestra en pantalla un resumen de los parámetros del modo. Adicionalmente en modo Dynamic se pueden visualizar gráficos específicos sobre la fuerza g a la que se encuentra sometido el vehículo, captadas por los diferentes acelerómetros, así como gráficos de potencia y presión del turbocompresor.

### Normal/Natural
- Pantalla del tablero de instrumentos: Se visualiza un mensaje y un símbolo correspondiente a la activación de la modalidad de conducción “Normal”.

- Asistencias electrónicas: Comportamiento estándar.

- Sistema de frenos: Control estándar del ABS y de la aceleración lateral.

- Caja de cambios: La caja DDCT modifica su comportamiento para un mayor confort y reducción de consumos. Al soltar el acelerador se prima el engranado de una relación superior para reducir los consumos y, por lo tanto, también un funcionamiento más silencioso del motor.

- Suspensión adaptativa: Cambia la respuesta de los amortiguadores electrónicos para obtener mayor confort.

### All Weather
- Pantalla del cuadro de instrumentos: Se visualiza un mensaje y un símbolo correspondiente a la activación de la modalidad de conducción “All Weather”.

- Asistencias electrónicas: Los controles de estabilidad y tracción adoptan modalidades más restrictivas. Activación del diferencial Electronic Q2 en posibles situaciones de riesgo. Adapta los sistemas para situaciones de baja adherencia.

- Sistema de frenos: Mejor control de frenado junto con el control de estabilidad y mayor control de la aceleración lateral.

- Motor: Respuesta estándar.

- Caja de cambios: La caja DDCT adopta los parámetros del modo Normal, pero aumentando el control del par durante la aceleración.

- Suspensión adaptativa: Cambia la respuesta de los amortiguadores para obtener mayor seguridad.

- Radionavegador: Con sistema CONNECT se muestra en pantalla un resumen de los parámetros del modo.

### Resumen de lógicas y modelos
| Modelo         | Race | Dynamic | Normal/Natural | All Weather | Advanced Efficient |
| -------------- | ---- | ------- | -------------- | ----------- | ------------------ |
| Mito           | No   | Sí      | Sí             | Sí          | No                 |
| Giulietta      | No   | Sí      | Sí             | Sí          | No                 |
| 4C y 4C Spider | Sí   | Sí      | Sí             | Sí          | No                 |
| Giulia         | Sí   | Sí      | Sí             | No          | Sí                 |
| Stelvio        | Sí   | Sí      | Sí             | No          | Sí                 |

## Nomenclatura
Se adoptó el nombre Alfa DNA como resultado de la combinación de las iniciales de cada uno de sus modos Dynamic, Normal y All-Weather, pero también como juego de palabras al significar ácido desoxirribonucleico o ADN en inglés, dando a entender que, actuando sobre el Manettino del sistema, se puede cambiar el ADN del vehículo.